# Savigné
Savigné ist ein westfranzösischer Ort und eine Gemeinde mit 1.265 Einwohnern (Stand: 1. Januar 2022) im Département Vienne in der Region Nouvelle-Aquitaine. Die Gemeinde gehört zum Arrondissement Montmorillon und zum Kanton Civray. Die Einwohner werden Savignéens genannt.

## Lage
Savigné liegt etwa 47 Kilometer südlich von Poitiers. Umgeben wird Savigné von den Nachbargemeinden Champniers im Norden, La Chapelle-Bâton im Osten und Nordosten, Charroux im Osten, Genouillé im Süden, Civray im Südwesten, Saint-Pierre-d’Exideuil im Westen sowie Blanzay im Nordwesten.

## Bevölkerungsentwicklung
| Jahr                       | 1962 | 1968 | 1975 | 1982 | 1990 | 1999 | 2006 | 2018 |
| Einwohner                  | 1431 | 1341 | 1287 | 1321 | 1350 | 1355 | 1311 | 1331 |
| Quellen: Cassini und INSEE |      |      |      |      |      |      |      |      |

## Sehenswürdigkeiten
- Tumulus von Le Gros Guignon
- Kirche Saint-Hilaire aus dem 12. Jahrhundert, Anbauten aus dem 15. Jahrhundert

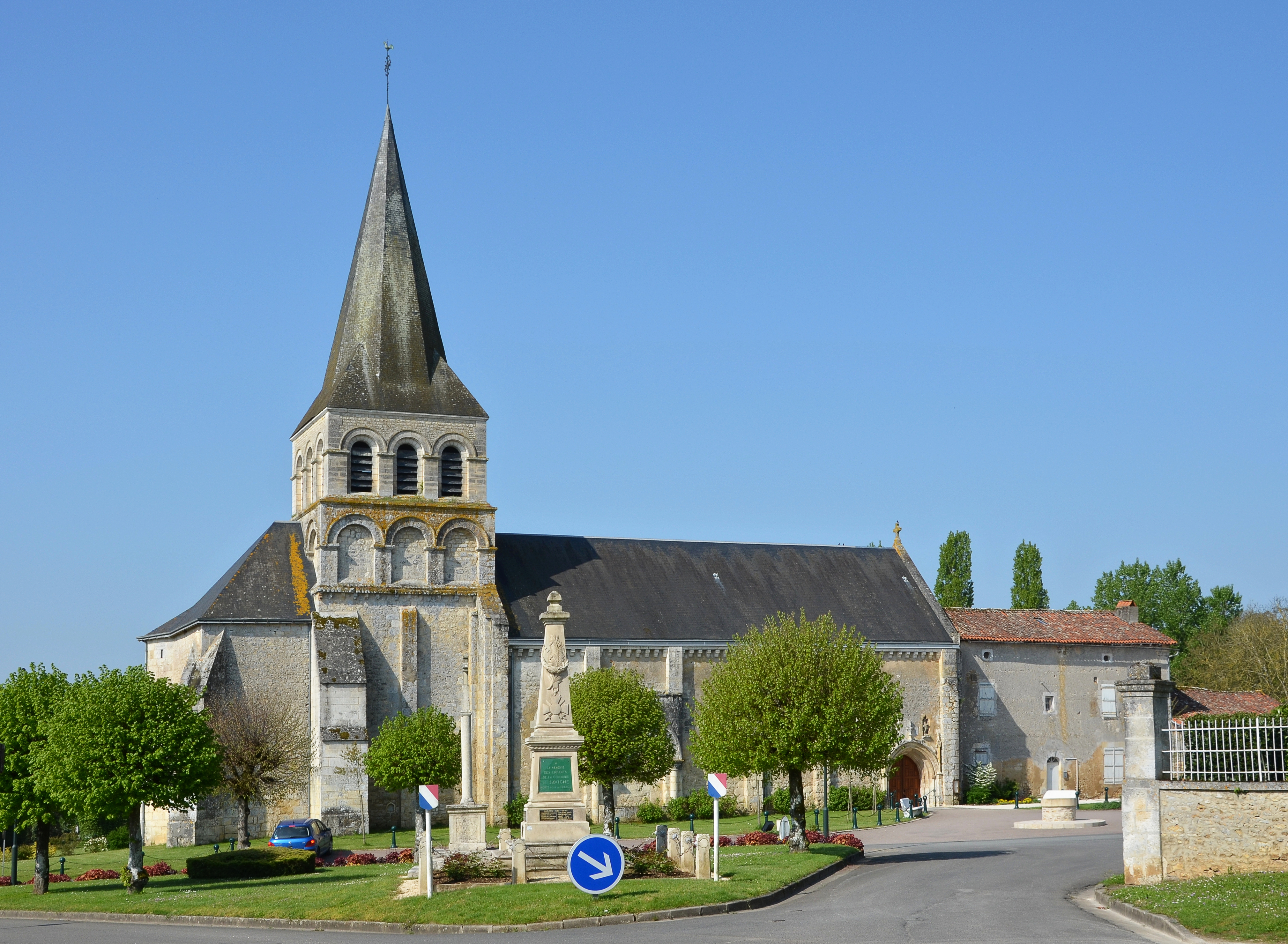
Kirche Saint-Hilaire

- Ehemalige Ortsbefestigung
- Ehemaliges Priorat von Montazai